# Остерланд

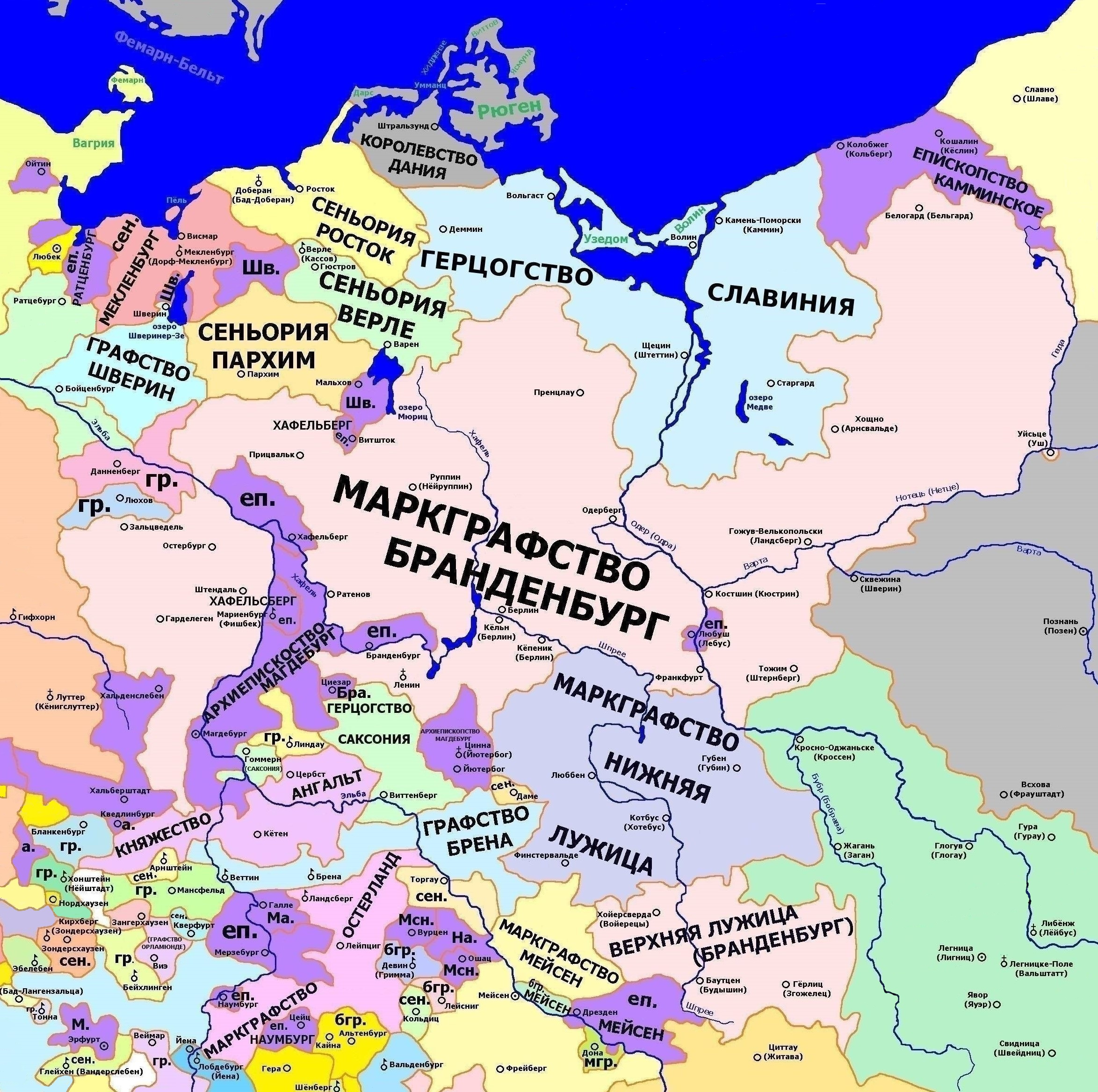
Маркграфство Ландсберг (Остерланд) после 1260

Остерланд (нем. Osterland) — исторический регион на территории современных немецких земель Саксония, Тюрингия и Саксония-Анхальт. Холмистая местность с проявлениями ранее существовавшей здесь вулканической активности.
В 937 году на территории Остерланда существовала Саксонская восточная марка, к 965 году поделённая на пять территорий. Частично на территории Остерланда располагались Марк-Лаузиц, Марк-Мерсебург и Марк-Цайтц. 
После переделов Саксонии в XIII веке территория отошла к маркграфству Ландсберг. 
В XIV веке происходили изменения границ территории за счёт включения Пляйсенланда, Геры и Шёнбурга.
На территории Остерланда развился остерландский диалект.